# Mathias Pala
Pas d'image ? Cliquez ici

a Compétitions nationales et continentales officielles uniquement.

b Matchs officiels uniquement.
Mathias Pala, né le 14 juin 1989, est un joueur de rugby à XIII français évoluant au poste de centre ou troisième ligne. Formé au Limoux, il rejoint la Super League et la franchise française des Dragons Catalans et son équipe réserve. Ses bonnes performances en club l'amènent en équipe de France pour y disputer notamment la Coupe du monde 2013 mais doit y renoncer en raison d'un traumatisme sévère de l’épaule droite.
Outre son activité de rugbyman, il exerce le métier de commerçant, activité à laquelle il consacre dorénavant sa retraite sportive prise en 2019 : son dernier match est la finale du championnat Élite 2, gagnée avec son club, Baho, contre le VARL.

## Biographie
Il est depuis 2019 le préparateur physique de l'équipe des Dragons Catalans.

## Palmarès
- Collectif
  - Vainqueur de la Coupe de France : 2008 (Limoux) et 2018 (Saint-Estève XIII catalan).
  - Vainqueur du Championnat Élite 2 en 2019 (Baho)